# Scytodes dollfusi
Espèce
Scytodes dollfusi est une espèce d'araignées aranéomorphes de la famille des Scytodidae.

## Distribution
Cette espèce est endémique de Côte d'Ivoire.

## Publication originale
- Millot, 1941 : Les araignées de l'Afrique Occidentale Française - sicariides et pholcides. Mémoires de l'Académie des Sciences de l'Institut de France, vol. 64, p. 1-53.